# Valanga tenimberensis
Valanga tenimberensis är en insektsart som beskrevs av Sjostedt 1930. Valanga tenimberensis ingår i släktet Valanga och familjen gräshoppor. Inga underarter finns listade i Catalogue of Life.